# ورزشگاه سیلیزیان
 ورزشگاه سیلیزیان  (به لهستانی: Silesian Stadium) یا (به لهستانی: Stadion Śląski) ورزشگاهی در خوژوف، لهستان است.
این ورزشگاه که در سال ۱۹۵۶ میلادی ساخته شده و ظرفیت آن ۵۴٬۴۷۷ است.
ورزشگاه سیلیزیان ورزشگاه خانگی تیم ملی فوتبال لهستان مابین سال‌های ۱۹۹۳ تا ۲۰۱۲ میلادی بوده است، همچنین در این ورزشگاه مسابقات اتومبیل‌رانی نیز برگزار می‌شود.